# Beccari's struiksluiper
Beccari's struiksluiper (Sericornis beccarii) is een zangvogel uit de familie Acanthizidae (Australische zangers). Deze vogel is genoemd naar de Italiaanse botanicus Odoardo Beccari.

## Herkenning
De vogel is 11,5 cm lang. Het is een klein, onopvallend vogeltje. Kenmerkend is de niet geheel doorlopende oogring en een wit vlekje tussen de snavelbasis en het oog. Verder is de vogel donker grijsbruin van boven en licht grijs van onder met op de vleugel twee kleine vleugelstreepjes.

## Verspreiding en leefgebied
Deze soort komt voor in Nieuw-Guinea en het noordoosten van Australië. Er zijn zeven ondersoorten:
- S. b. wondiwoi: Wondiwoigebergte (noordwestelijk Nieuw-Guinea).
- S. b. weylandi: westelijk-centraal Nieuw-Guinea.
- S. b. beccarii: Aru-eilanden (zuidwestelijk van Nieuw-Guinea).
- S. b. cyclopum: Cyclopsgebergte en Foja-gebergte (noordelijk-centraal Nieuw-Guinea).
- S. b. randi: Trans-Fly (zuidelijk-centraal Nieuw-Guinea).
- S. b. minimus: noordelijk Kaap York (noordoostelijk Australië).
- S. b. dubius: oostelijk en zuidoostelijk Kaap York (noordoostelijk Australië).

De leefgebieden liggen in tropisch regenwoud in laagland en heuvelland tot op 1800 meter boven zeeniveau. De vogel houdt zich op dicht bij of op de bosbodem.

## Status
De grootte van de populatie is niet gekwantificeerd maar de soort wordt omschreven als vrij algemeen in Nieuw-Guinea en plaatselijk algemeen in Australië. Op de Rode lijst van de IUCN heeft deze soort de status niet bedreigd.